# De Havilland DH.103 Hornet
De Havilland Hornet — британский многоцелевой истребитель. Эскизное проектирование De Havilland Hornet началось ещё в сентябре 1942 года. Через пять месяцев фирма de Havilland уже смогла продемонстрировать его макет. Новый самолёт, вобравший в себя всё лучшее от предшественника и достижений авиастроения, например, использование алюминиевого сплава альклед, вызвал интерес в британском министерстве авиационной промышленности. Фирма получила заказ на дальний истребитель сопровождения, предназначенный для Тихоокеанского театра военных действий Второй мировой войны. В июне 1943 года серийное производство истребителя DH 103 было признано министерством авиапромышленности одним из приоритетов.
Первый экземпляр DH 103, получившего по английской традиции собственное имя «Хорнет» («Шершень»), под номером RR 915 покинул заводские стены 20 июля 1944 года, спустя три года после начала работы над проектом. Первый полет состоялся 28 июля 1944 года. Испытания провели Джеффри Де Хэвилленд и Джеффри Пайк.
29 октября 1945 года De Havilland Hornet был показан публике на авиационном празднике в Фарнборо.
В сентябре 1949 года два серийных De Havilland Hornet совершили в честь годовщины битвы за Британию рекордный беспосадочный перелет в Гибралтар.

## Лётно-технические характеристики
|                            | |
| Параметр                   | Показатель |
| Длина, м                   | 11,176 |
| Размах крыла, м            | 13,76 |
| Высота самолета, м         | 4,318 |
| Площадь крыла, кв.м.       | 33,54 |
| Двигатели                  | 2 ПД Rolls-Royce Merlin 134, 2 х 2030 л. с.                                                                              |
| Макс. скорость, км/ч       | 725 на 6,706 м. |
| Оптимальная скорость, км/ч | 379 |
| Масса пустого, кг          | 5842 |
| Макс. взлётный вес, кг     | 9480 |
| Экипаж                     | 1 |
| Вооружение                 | четыре 20-мм пушки Hispano mk.2 Боевая нагрузка на 8 узлах подвески: типовая нагрузка — 2х 454-кг бомбы или 8х 30-кг НУР |